# Wylie (Texas)
Wylie è una località degli Stati Uniti d'America, situata nelle contee di Dallas, Collin e Rockwall, nello Stato del Texas.